# Пчолине
Пчоли́не (до 1945 року — Куртлук, крим. Qurtluq, рос. Пчелиное) — село в Україні, у Білогірському районі Автономної Республіки Крим. Підпорядковане Зеленогірській сільській раді.

## Географія
Пчолине — крихітне село на південному-сході районі, високо в горах Головного пасма Кримських гір, практично, на Карабі-яйлі, у верхів'ях струмка Молбай-Узень (також Церик-Узень), лівого припливу Тана-Су. Одне з найвисокогірніших сіл у Криму — висота центра села над рівнем моря 552 метра. Найближче село — Голованівка — за 9 км нижче по річці. Відстань до райцентру — близько 20 кілометрів (шосе), до найближчої залізничної станції Сімферополь — приблизно 63 кілометра. Транспортне сполучення здійснюється за регіональній автодорозі 35Н-086 від шосе Білогірськ — Привітне (по українській класифікації — Шаблон:Табличка-Крим).

## Населення
Перепис населення 2001 року показала наступний розподіл за носіями мови
| Мова       | Відсоток |
| ---------- | -------- |
| російська  | 78.57    |
| українська | 14.29    |
| білоруська | 7.14     |

### Динаміка чисельності
|  | - 1864 рік — 117 осіб. - 1889 рік — 125 осіб. - 1892 рік — 186 осіб. - 1902 рік — 172 осіб. - 1915 рік — 160 осіб. - 1926 рік — 239 осіб. | - 1939 рік — 295 осіб. - 1989 рік — 8 осіб. - 2001 рік — 14 осіб. - 2009 рік — 15 осіб. - 2014 рік — 12 осіб. |

## Сучасний стан
На 2017 рік в Пчолином існує 3 вулиці — Гірська, Лісова і Польова; на 2009 рік, по даним сільради, село займало площу 15,3 гектара на якій, в 11 дворах, мешкало 15 осіб.

## Історія
Перше документальне згадування села зустрічається в Камеральном Описі Криму… 1784 рокі, судячи, в останній період Кримського ханства Куртлук входив в Карасубазарський кадилик Карасубазарського каймакамства. Після анексії Кримського ханства (8) 19 квітня 1783 року, (8) 19 лютого 1784 року, іменним указом Катерини II сенату, на території минулого Кримського Ханства було утворена Таврійська область і селище було приписано до Сімферопольського повіту. Після Павловських реформ, з 1796 по 1802 роки, входила в Акмечетський повіт, Новоросійськой губернії. По новому адміністративному поділу, після створення 8 (20) жовтня 1802 року Таврійськой губернії, Куртлук війшов в склад Аргінськой волості Сімферопольського повіту.
У Відомостях про всі поселення в Сімферопольськом повіті що складаються зі свідченням у якій волості скільки числом дворів і душ… від 9 жовтня 1805 року, Куртлук, чогось, не записаний, а на військово-топографічній карті генерал-майора Мухіна 1817 року позначений Куртлук з 15 подвір'ямм. Після реформи волостного поділу 1829 року Куртлук, згідно з «Відомості про казенні волості Таврійської губернії 1829 року», залишився в складі перетворенної Аргінської волості. На карті 1836 року в селищі 17 дворів. Мабуть, внаслідок еміграції кримських татар в Туреччину, селище помітно спустіло і на карті 1842 року Куртлук позначений умовним знаком «мале селище», мається на увазі, менше 5 дворів.
У 1860-х роках, після земськой реформи Олександра II, селище приписали до Зуйської волості. В «Списку населених Таврічеськой губернії по відомостях 1864 року», складеному по результатам VIII ревізії 1864 року, Куртлук — власницьке татарське селище з 18 дворами, 117 мешканців і мечеттю при фонтані. По обстеженням професора о. Н. Козловського початку 1860-х років, в поселенні «є удосталь джерела і гірські струмки», також були  колодязі з прісної водой глубиной не більше 3—5 саженей (6—10 м). На трьохверстовій карті Шуберта 1865—1876 року в селищі Куртлук позначено 6 дворів. В «Пам'ятной книзі Таврічеськой губернії 1889 року», по результатам Х ревізії 1887 року, записан Куртлук з 25 дворами і 125 мешканцями. На верстовий карті 1890 року в селищі позначено 38 дворів з татарським населенням.
Після земськой реформи 1890-х років селище залишалося в складі перетворенной Зуйської волості. Згідно «…Пам'ятній книжці Таврійської губернії на 1892 рік», в селищі Куртлук, яка входила в Аргінська сільська община, було 186 мешканців в 15 домогосподарствах, при цьому 1 господар мав 10 десятин власній землі, інші — безземельні. На докладній карті 1893 року в селищі позначено 38 дворів з татарським населенням. По «…Пам'ятній книжці Таврійської губернії на 1902 рік» в селищі Куртлук, яка входила в Аргінську сільську громаду, було 172 мешканці в 15 домогосподарствах. За Статистичним довідником Таврійської губернії. Ч.ІІ-я.  Статистичний нарис, випуск шостий Сімферопольський повіт, 1915 рік, у селі Куртлук (на землі Адаменко) Зуйської волості Сімферопольського повіту налічувалося 32 двори з татарським населенням у кількості 160 осіб приписних жителів.
Після встановлення в Криму радянської влади, за ухвалою Кримревкому від 8 січня 1921 року було скасовано волосну систему і село увійшло до складу новоствореного Карасубазарського району, Сімферопольського повіту, а в 1922 році повіти отримали назву округів. 11 жовтня 1923 року, згідно з постановою ВЦВК, до адміністративного поділу Кримської АРСР було внесено зміни, внаслідок яких округи ліквідувалися, Карасубазарський район став самостійною адміністративною одиницею, і село включили в його склад. Згідно Списку населених пунктів Кримсткой АССР по Всесоюзного перепису 17 грудня 1926 року, в селі Куртлук, в складі скасованого до 1940 року Юхари-Тайганської сільради Карасубазарського району, налічувалося 53 двори, їх 52 селянських, населення становило 239 осіб, всі татари, діяла татарська школа. По даним перепесу населення 1939 року в селі мешкало 295 осіб. В період окупації Криму, 21 і 22 грудня 1943 рокі, під час операцій «7-го відділу головнокомандування» 17-той армії вермахту против партизанських формуваннь, була проведена операція по заготовці продуктів с з масованим застосуванням військової сили, внаслідок якої село Куртлук було спалено та всіх жителів вивезено до Дулаг 241.
У 1944 році, після деокупації Криму від німців, згідно з постановою ДКО № 5859 від 11 травня 1944 року, 18 травня кримські татари були депортовані в Середню Азію. 12 серпня 1944 года було прийнято постанову № ГОКО-6372с «О перенаселенні колгоспників в райони Криму», на виконання якого в район завезли переселенців: 6000 осіб зі Тамбовськой та 2100 — Курськой області, а в початку 1950-х років відбулася друга хвиля переселенців з різних областей України. З 25 червня 1946 року Куртлук в складі Кримськой області РРФСР. Указом Президії Верховної Ради РСР, від 18 травня 1948 року, Куртлук було перейменовано в Пчолине. 26 квітня 1954 року Кримська область була передана зі складу РРФСР в склад УРСР. Час включення в склад Криничневськой сільради поки не встановлено: на 15 червня 1960 року село вже вважалося в його складі. По даним перепису 1989 року в селі мешкало 8 осіб. 18 липня того-ж року село передано зі складу Криничненської сільради в Зеленогірську. З 12 лютого 1991 року село в відновленій Кримськой АРСР, 26 лютого 1992 року перейменовану в Автономну Республіку Крим. З 21 березня 2014 року село в складі Криму анексоване Росією.